# Yakubu Aiyegbeni
Yakubu Ayegbeni (nascut a Benin City, Nigèria el 22 de novembre de 1982), més conegut simplement com a Yakubu és un jugador de futbol nigerià. Actualment juga a l'Everton FC de la Premier League com a davanter amb el dorsal 22. Yakubu ha estat internacional amb selecció de futbol de Nigèria en 57 ocasions d'ençà que debutà l'any 2000 i amb la qual ha marcat 21 gols i ha participat en una Copa del Món.